# Хризма

Хрисмон

Хризма или хрисмон (Хи-Ро), ☧ — монограмма имени Христа, которая состоит из двух начальных греческих букв имени (греч. ΧΡΙΣΤΌΣ) — Χ (хи) и Ρ (ро), скрещённых между собой. По краям монограммы часто помещают греческие буквы α и ω. Такое употребление этих букв восходит к тексту Апокалипсиса: «Аз есмь Альфа и Омега, начало и конец, говорит Господь, Который есть и был и грядет, Вседержитель» (Откр. 1:8; см. также Откр. 22:13). Хризма получила широкое распространение в эпиграфике, на рельефах саркофагов, в мозаиках и, вероятно, восходит к апостольским временам. Возможно, что её происхождение связано со словами Апокалипсиса: «печать Бога живаго» (Откр. 7:2).
Исторически наиболее известно использование хрисмона для лабарума (лат. Labarum) — древнеримского военного штандарта (вексиллума) особого вида. Император Константин Великий ввел его в войсках после того, как увидел на небе знамение Креста накануне битвы у Мульвийского моста (312 год). Лабарум имел на конце древка хризму, а на самом полотнище надпись: лат. «Hoc vince» (ст.‑слав. Симъ побѣдиши, буквальное значение — «Этим победишь»). Первое упоминание о лабаруме содержится у Лактанция (ум. ок. 320).
В дохристианские времена этот символ использовался для пометки важных частей текста на полях, как сокращение χρηστόν (khrēstón, «полезное»).
Хрисмон присутствует на некоторых монетах Птолемея III, правившего Египтом в 246/245 — 222/221 годах до н. э.
Символ хризмы закодирован в юникоде — U+2627 ☧ chi rho (HTML &#9767;) и U+2CE9 ⳩ coptic symbol khi ro (HTML &#11497;) в коптском блоке юникода.

## Галерея

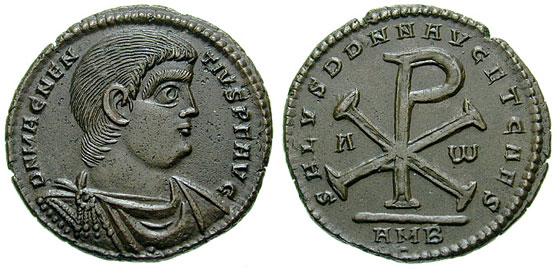
Монета императора Магненция с изображением хризмы
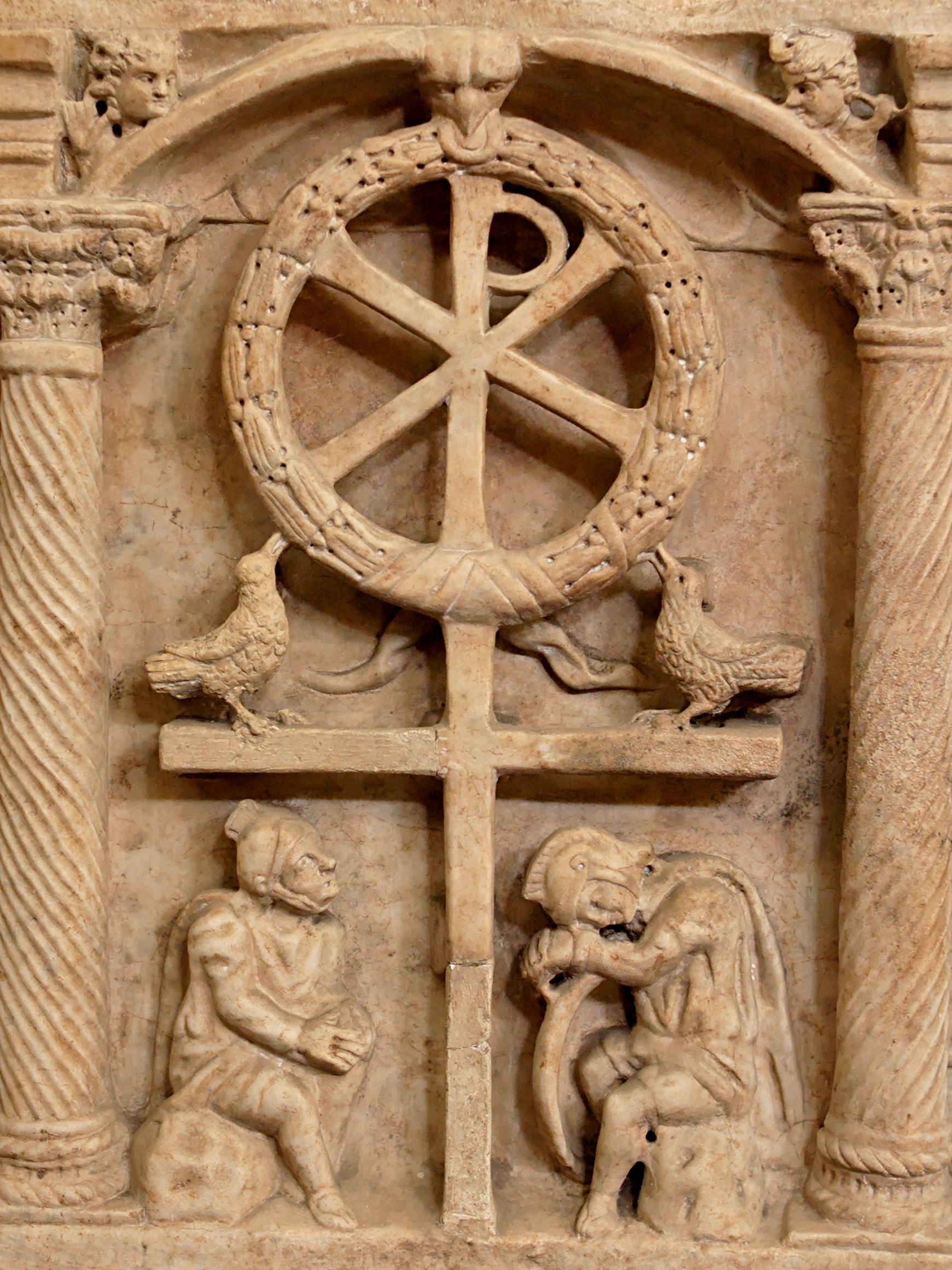
Хризма на барельефе из римского саркофага, середина IV века
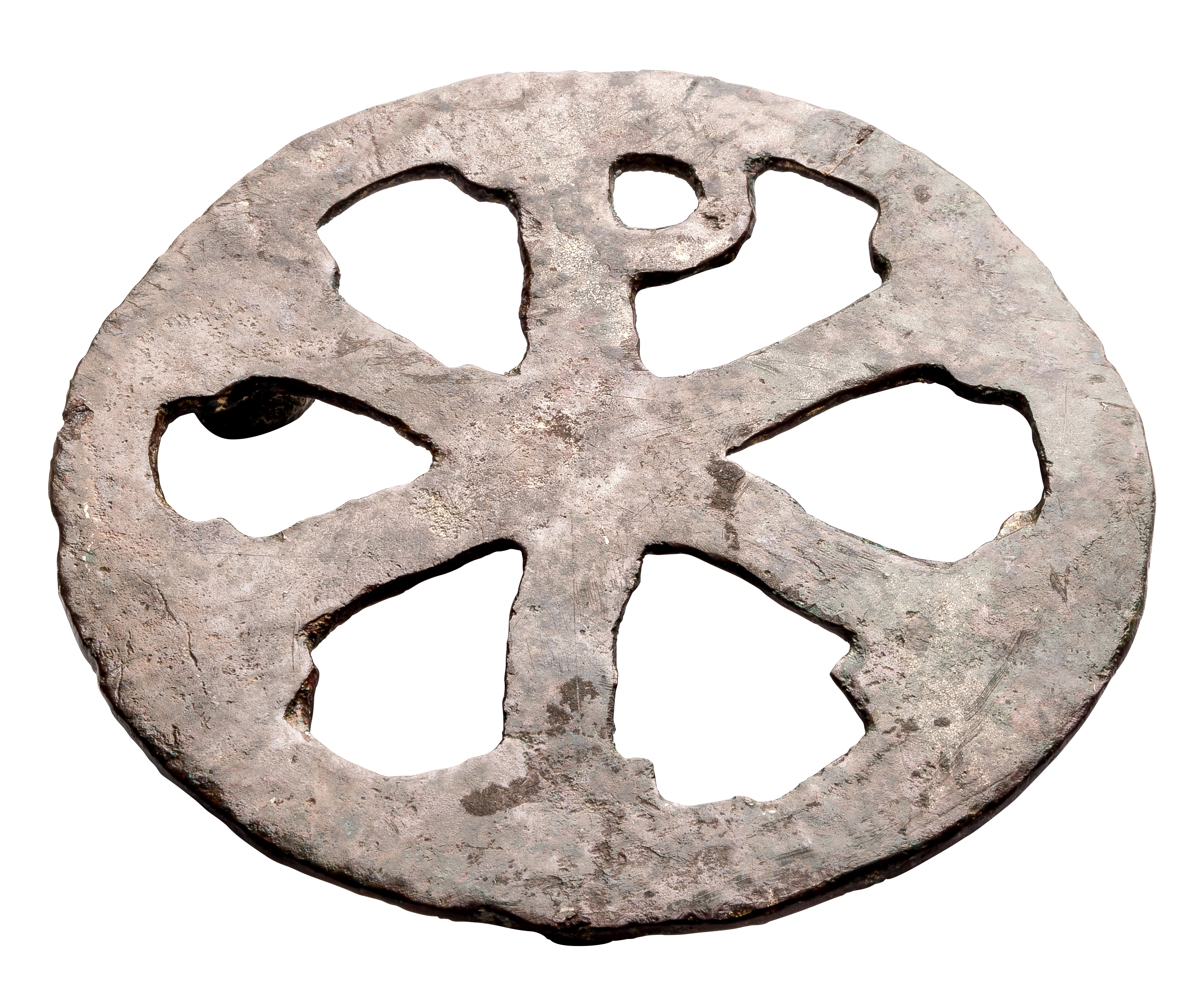
Римская хризма из бронзы из германского поселения в Ланакене (Бельгия), 375—450 годов н. э., Галло-римский музей (Тонгерен)
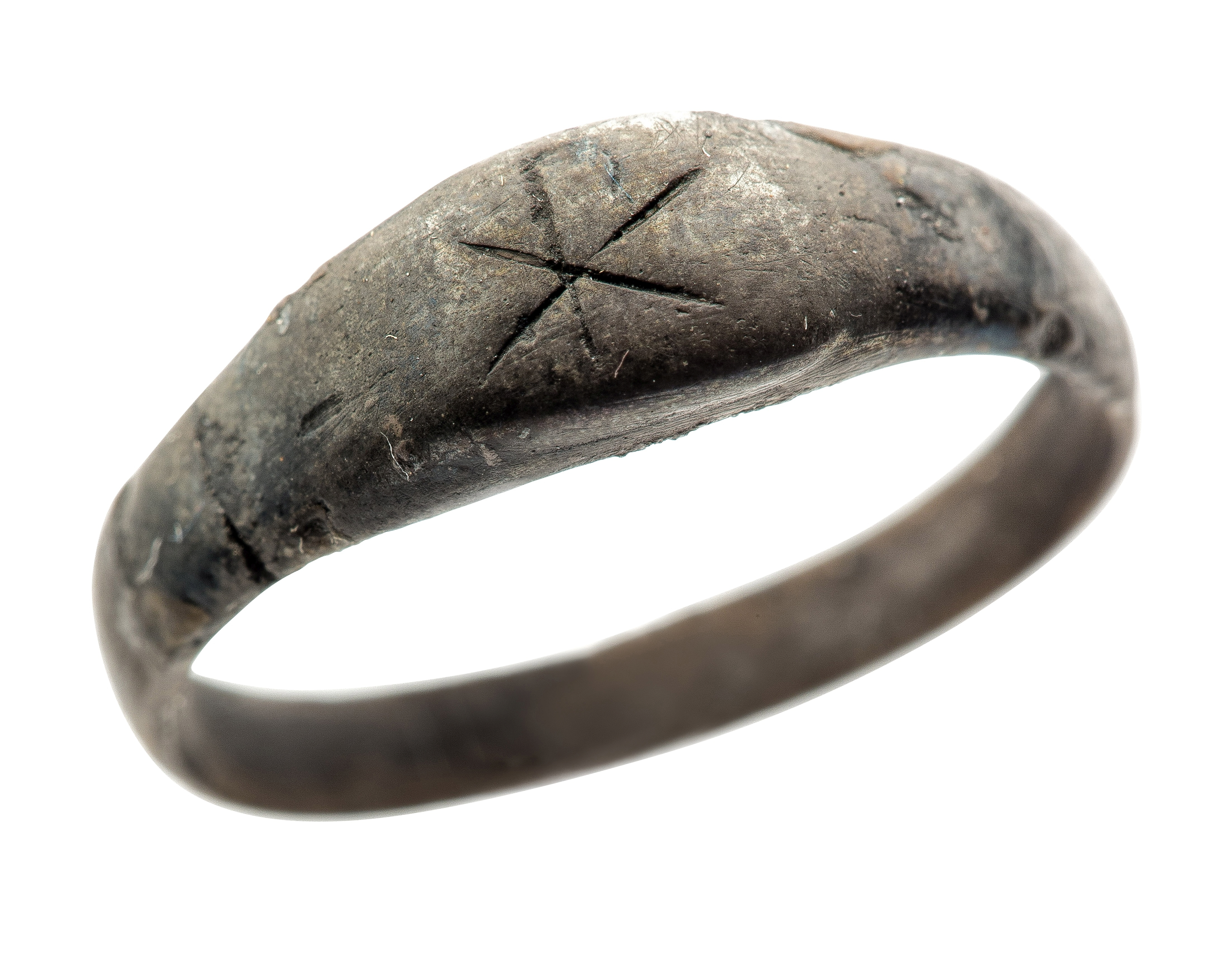
Римское серебряное кольцо с хризмой, найденное в Тонгерене (Бельгия), IV век, Галло-римский музей (Тонгерен)
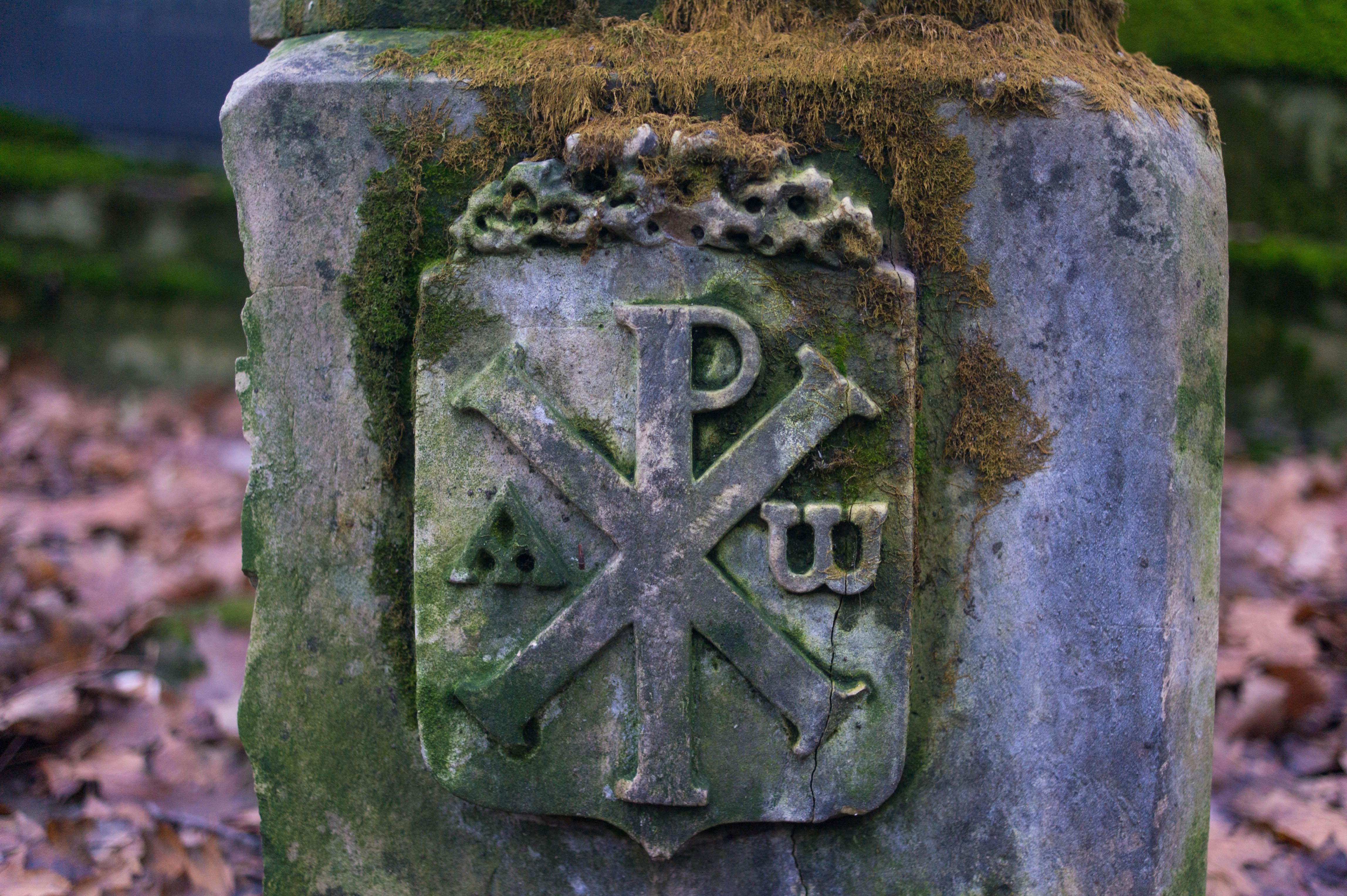
Хризма на могильном камне на Смоленском кладбище Санкт-Петербурга
Хризмообразный мон на флаге Японской православной церкви
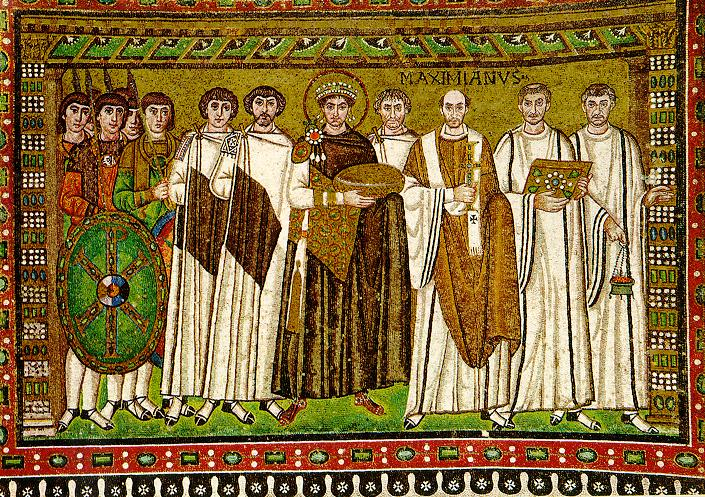
Хризма на щите византийского воина на мозаике церкви Сан-Витале (Равенна)
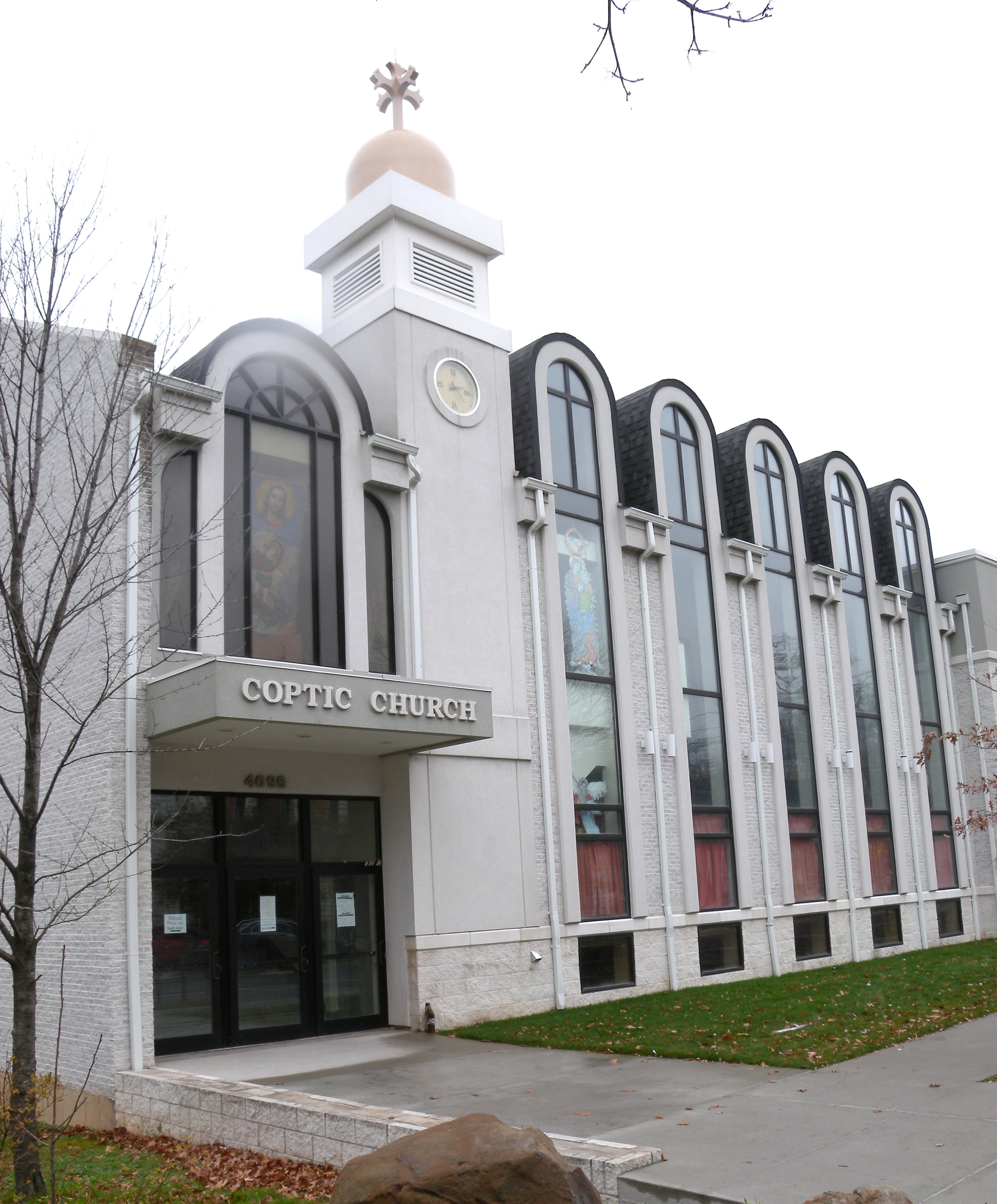
Трёхмерный православный христианский крест на куполе коптской церкви в Нью-Йорке